# El Guanal (Nacajuca)
El Guanal es una localidad del municipio de Nacajuca ubicado en la subregión centro del estado mexicano de Tabasco.

## Geografía
La localidad de El Guanal se sitúa en las coordenadas geográficas 18°11′12″N 92°54′46″O / 18.186667, -92.912778, a una elevación de 1 metro sobre el nivel del mar.

## Demografía
Según el Conteo de Población y Vivienda 2020, efectuado por el Instituto Nacional de Estadística y Geografía, la localidad de El Guanal tiene 98 habitantes, de los cuales 44 son del sexo masculino y 54 del sexo femenino. Su tasa de fecundidad es de 2.11 hijos por mujer y tiene 22 viviendas particulares habitadas.
| Gráfica de evolución demográfica de El Guanal entre 1980 y 2020 |
|                                                                 |
| INEGI.                                                          |